# Hill of Allen
Hill of Allen är en kulle i republiken Irland.   Den ligger i grevskapet Kildare och provinsen Leinster, i den centrala delen av landet, 40 km väster om huvudstaden Dublin. Toppen på Hill of Allen är 206 meter över havet.
Terrängen runt Hill of Allen är huvudsakligen platt.Runt Hill of Allen är det ganska tätbefolkat, med 149 invånare per kvadratkilometer. Närmaste större samhälle är Droichead Nua, 7,1 km sydost om Hill of Allen. Trakten runt Hill of Allen består i huvudsak av gräsmarker.